# 永野靖
永野 靖（ながの やすし、1959年 - ）は、日本の弁護士、元銀行員。「動くゲイとレズビアンの会」（現・アカー）のメンバーとして府中青年の家の合宿に参加。利用拒否をめぐる提訴（東京都青年の家事件）をきっかけに弁護士となった。経済産業省の性同一性障害者へのトイレ使用制限訴訟や、日本人同性パートナーを有する台湾人在留資格訴訟などの代理人を務める。LGBT差別をなくすための講師活動を各地で行っている。

## 来歴
東京都出身。1年留年し、1983年3月、東京大学経済学部卒業。同年4月、商工中金に就職。同性愛者であることに孤独と嫌悪を同時に感じていた永野は「一刻も早く東京から離れたい」との思いから、東京以外の勤務地を希望し、札幌支店に配属された。
1984年、大学時代の友人夫妻に思い切って手紙で自身の性的指向を打ち明けた。しばらくすると、心のこもった長い返信が届いた。「悩んでいても仕方がないから、まず行動することが大事ではないか」という言葉とともに、手紙には『薔薇族』と『アドン』が同封されていた。『アドン』に掲載されていたIGA日本の活動報告に目がとまるが、連絡を取るまでに時間がかかったという。1985年のお盆休み、新宿区四谷で開かれたIGA日本のミーティングに参加した。その後、代表の南定四郎から「札幌でミーティングを開いてみないか」と提案され、学生時代の知り合いがスタッフをやってる喫茶店を会場にして、毎回テーマを決めてセミナーを行なった。また、毎週水曜日に定例会も開いた。
1987年夏、東京に転勤。1988年末、IGA日本が「日本のゲイ差別の現状の調査研究」を目的として「アイスバーグ・プロジェクト」というサークルを始め、これに参加。サークルに参加していた「動くゲイとレズビアンの会」（現・アカー）のメンバーの一人から「アカーで、カウンセリングの勉強をして電話相談を行う準備をしているので、やってみないか」と誘われ、こちらにも参加した。それまでゲイバーなどに馴染めなかった永野はアカーの若いメンバーの「明るさと元気さ」に励まされ、1989年2月に行われた合宿にも参加した。同年5月、実家を離れ、ひとり暮らしを始めた。平日の夜に会合があるときは仕事を途中で放り出した。会社以外の時間はアカーの企画や会合の段取りを考えたり、同性愛に関する外国の文献を翻訳したりすることに充てられた。正月はアカーの年越合宿で仲間と過ごした。同性愛解放に寄与すること、これを私のライフワークにしよう。永野はそう思うようになっていった。銀行の仕事がいやになり始め、1990年1月、同じ中学高校大学に通った親友で弁護士の中川重徳に、司法試験を受けてみようかと思っていると相談した。そして事件が起こった。

### 東京都青年の家事件
1990年2月11日、永野らアカーのメンバー18人は1泊の予定で府中青年の家を訪れた。当日はアカーの他に、少年サッカークラブ、女性合唱団、日本イエス・キリスト教団青年部が利用していた。宿泊4団体のリーダー会終了後、少年サッカークラブの小学生やキリスト教団体のメンバーから同性愛者を差別する嫌がらせを受けた。翌2月12日の話し合いでキリスト教団体の2名は「女と寝るように男と寝る者は必ず殺されなければならない」と旧約聖書レビ記の一節を読み上げた。3月24日、宿泊時に不在だった青年の家の所長はアカーの今後の使用を拒絶する旨を述べた。4月7日、永野は中川重徳に連絡をとった。4月9日、中川はアカーの代理人として都教育庁に電話をし、アカーの使用申込を認めるよう要求したが、応対に出た職員は差別的な発言を続けた。4月26日、都教育委員会は、使用に関し不承認処分を下した
1991年2月12日、アカーは東京都に対し損害賠償を求める訴訟を提起した。メンバーのうち、永田雅司、風間孝、神田政典の3人が原告を務めた。
1992年8月、商工中金を退職し、司法試験の勉強を本格的に始めた。1994年3月、東京地裁は原告勝訴の判決を下した。1997年9月、東京高裁は都の控訴を棄却した。

### 弁護士として
1998年、司法試験に合格。司法修習の間、青年法律家協会に入る。全修習生に週に1回配布されていた印刷物に、自身が同性愛者であることを書いた。2000年10月に弁護士登録。同性愛の法律問題に取り組みたいと話して面接を受け、東京南部法律事務所に就職した。
2007年、弁護士の山下敏雅と「LGBT支援法律家ネットワーク」を組織。弁護士のみならず行政書士、司法書士、税理士などにも声をかけ、法律勉強会や集会を積極的に行った。
2012年7月、退所し、山下と「永野・山下法律事務所」を立ち上げた。
2015年7月7日、41都道府県の性的少数者455人が、日本で同性婚が法制化されていないのは人権侵害であるとして、日本弁護士連合会に対して人権救済の申立てをした。申立てに当たり、永野ら「LGBT支援法律家ネットワーク」の有志の弁護士は同性婚人権救済弁護団を作り、活動の中心を担った。
同年11月13日、性同一性障害を持つ経済産業省職員が、戸籍上は男性であることを理由に女性用トイレの使用を禁じられたり、人事上の不利益を被ったりしたとして、国に約1600万円の損害賠償と処遇改善を求める訴えを東京地裁に起こした。永野と山下は、アカーの協力弁護士の立石結夏、NPO法人EMA日本理事の原島有史とともに原告代理人を務めた。性的少数者が職場での処遇改善を求めた訴訟は全国初。
2018年7月9日、同性パートナーを殺害された名古屋市在住の男性は、同性を理由に国の犯罪被害給付制度に基づく遺族給付金を不支給とした愛知県公安委員会の裁定は違法として、同県を相手に取り消しを求めて名古屋地裁に提訴した。永野と中川重徳は弁護団に加わった。
2019年2月14日、日本国内の複数の同性カップルが、同性同士が法律婚できないのは違憲だとして、損害賠償を求める訴訟を東京、大阪、札幌、名古屋の各地方裁判所で一斉に提訴した。同年9月5日には同様の訴訟が福岡地裁にも提起された。同性婚の合憲性を正面から問う国内初のこの訴訟（「結婚の自由をすべての人に」訴訟）において、永野と中川は東京訴訟弁護団に加わった。

## 著書
- 三成美保、名古道功、村木真紀、後藤純一、木村愛子、永野靖、藥師実芳 著、三成美保 編『LGBTIの雇用と労働―当事者の困難とその解決方法を考える』晃洋書房、2019年7月20日。ISBN 978-4771030275。